# Dego
Dego (im Ligurischen: O Dê) ist eine italienische Gemeinde mit 1794 Einwohnern (Stand 31. Dezember 2023) in der Region Ligurien. Politisch gehört sie zu der Provinz Savona.

## Geographie
Dego liegt im nördlichen Abschnitt des Ligurischen Apennins, am Zusammenfluss des Rio Grillero mit der Bormida di Spigno. Die Gemeinde gehört zu der Comunità Montana Alta Val Bormida und ist circa 32 Kilometer von der Provinzhauptstadt Savona entfernt.
Nach der italienischen Klassifizierung bezüglich seismischer Aktivität wurde die Gemeinde der Zone 4 zugeordnet. Das bedeutet, dass sich Dego in einer seismisch inaktiven Zone befindet.

## Klima
Die Gemeinde wird unter Klimakategorie E klassifiziert, da die Gradtagzahl einen Wert von 2105 besitzt. Das heißt, die in Italien gesetzlich geregelte Heizperiode liegt zwischen dem 15. Oktober und dem 15. April für jeweils 14 Stunden pro Tag.

## Geschichte
Am 14. und 15. April 1796 standen sich in der Schlacht bei Dego französische Truppen unter General Napoleon und österreichisch-sardisch-piemontische Verbände gegenüber.